# 12 Rules for Life
12 Rules For Life: Ordnung und Struktur in einer chaotischen Welt (englischer Originaltitel: 12 Rules for Life: An Antidote to Chaos) ist ein 2018 erschienenes Selbsthilfebuch des kanadischen klinischen Psychologen und Psychologieprofessors Jordan Peterson. Es enthält praktische ethische Lebensregeln, die mit Hilfe von Erkenntnissen der Biologie, Literatur, Religion, Mythen, klinischer Erfahrung und wissenschaftlicher Forschung erläutert und begründet werden. Es ist in einem verständlicheren Stil geschrieben als Petersons vorheriges akademisches Buch, Maps of Meaning: The Architecture of Belief (1999).

## Inhalt
‘Happiness’ is a pointless goal. Don’t compare yourself with other people, compare yourself with who you were yesterday. No one gets away with anything, ever, so take responsibility for your own life. You conjure your own world, not only metaphorically but also literally and neurologically. These lessons are what the great stories and myths have been telling us since civilisation began.

„‚Glück‘ ist ein nutzloses Ziel. Du solltest dich nicht mit Anderen vergleichen, sondern damit, wer du gestern warst. Niemand kommt jemals mit irgendetwas davon, also übernimm die Verantwortung für dein eigenes Leben. Du erschaffst deine eigene Welt – nicht nur metaphorisch, sondern auch buchstäblich und neurologisch. Das sind die Lehren, die uns die großen Geschichten und Mythen seit Anbeginn der Zivilisation erzählen.“

Das Buch entstand aus Petersons Interesse für lebenspraktische Fragen, die auf Quora, einem Internetunternehmen, gestellt werden. Einige der Zitate wurden von seinem ehemaligen Studenten Gregg Hurwitz im Roman Orphan X zitiert. Peterson erklärte, dass das Buch nicht nur für andere Menschen geschrieben sei, sondern auch als Warnung für ihn selbst.
Das Buch ist in 12 Kapitel unterteilt. Die Kapitelüberschriften stellen jeweils eine der zwölf Regeln auf, darauf folgen Erläuterungen in Form eines Essays. Die Grundidee ist, dass Leiden in die Struktur des Seins eingebaut sei. Obwohl dieses Leiden unerträglich sein könne, hätten die Menschen immer die Wahl, sich dem Leiden zu entziehen, was Peterson als „selbstmörderische Geste“ beschreibt, oder sich den Herausforderungen zu stellen und sich so weiterzuentwickeln. In einer Welt aus Chaos und Ordnung lebend, habe jeder Mensch in sich eine dunkle Seite, aus der Impulse hervorgehen, die ihn „in ein Monster verwandeln können“, das diesen Impulsen Raum gebe und sie in der Realität zu befriedigen versuche.
Zum Thema Glück lehrt Peterson, dass man nur nach Sinn, nicht nach Glück suchen solle. Peterson sagt: „Es ist angenehm zu glauben, dass der Sinn des Lebens Glück sei. Aber was passiert, wenn du unglücklich bist? Glück ist ein großer Nebeneffekt. Wenn es kommt, akzeptiere es dankbar. Aber es ist flüchtig und unberechenbar. Es ist nicht etwas, auf das man zielen sollte – weil es kein Ziel ist. Und wenn Glück der Sinn des Lebens ist, was passiert, wenn du unglücklich bist? Dann bist du ein Versager.“
Das Buch geht davon aus, dass Menschen mit einem Gefühl für Ethik und Sinnhaftigkeit geboren würden. Die Menschen sollten Verantwortung übernehmen und nach Bedeutung suchen, die über ihre eigenen Interessen hinausgehe (Kapitel 7, Pursue what is meaningful (not what is expedient)). Solches Denken spiegle sich in zeitgenössischen Geschichten wie Pinocchio, Der König der Löwen und Harry Potter oder alten Geschichten in der Bibel wider. Stand up straight with your shoulders back (Titel des ersten Kapitels) meint „die schreckliche Verantwortung des Lebens anzunehmen“ und sich selbst aufzuopfern, weil das Individuum sich über die Viktimisierung erhebt und „sein Leben führen muss in einer Weise, die die Ablehnung unmittelbarer Befriedigung, von natürlichen und perversen Wünschen gleichermaßen, erfordert“. Der Vergleich mit neurologischen Strukturen und dem Verhalten von Hummern wird als ein natürliches Beispiel für die Bildung von sozialen Hierarchien verwendet.
Die anderen Teile des Werks untersuchen und kritisieren den Zustand junger Männer, eine Erziehung, die die geschlechtsspezifischen Unterschiede zwischen Jungen und Mädchen ignoriere, das Tabula-rasa-Modell in den Sozialwissenschaften, Fehlentwicklungen männlich-weiblicher zwischenmenschlicher Beziehungen, Schulschießereien, moralisierende Religion und moralischen Nihilismus, Relativismus und mangelnden Respekt gegenüber den Werten, auf welchen die westliche Gesellschaft aufgebaut sei.
Im letzten Kapitel beschreibt Peterson Wege, wie man mit den tragischsten Ereignissen im Leben eines Menschen umgehen kann, die oft außerhalb der Kontrolle des Individuums liegen. Darin erzählt er von seinem eigenen persönlichen Kampf, als entdeckt wurde, dass seine Tochter eine seltene Knochenkrankheit hatte.
Gliederung des Buches:
1. Steh aufrecht und mach die Schultern breit (englisch Stand up straight with your shoulders back)
2. Betrachte dich als jemanden, dem du helfen musst (englisch Treat yourself like someone you are responsible for helping)
3. Freunde dich mit Menschen an, die es gut mit dir meinen (englisch Make friends with people who want the best for you)
4. Vergleiche dich mit dem, der du gestern warst, nicht mit irgendwem von heute (englisch Compare yourself to who you were yesterday, not to who someone else is today)
5. Lass nicht zu, dass deine Kinder etwas tun, das sie dir unsympathisch macht (englisch Do not let your children do anything that makes you dislike them)
6. Räume zuerst dein Zimmer auf, bevor du die Welt kritisierst (englisch Set your house in perfect order before you criticize the world)
7. Strebe nach dem, was sinnvoll ist (nicht nach dem, was vorteilhaft ist) (englisch Pursue what is meaningful (not what is expedient))
8. Sag die Wahrheit – oder lüge zumindest nicht (englisch Tell the truth – or, at least, don’t lie)
9. Gehe davon aus, dass die Person, mit der du sprichst, etwas weiß, was du nicht weißt (englisch Assume that the person you are listening to might know something you don't)
10. Sei präzise in deiner Ausdrucksweise (Votum für klare eindeutige Kommunikation insbes. in zwischenmenschlicher Beziehung) (englisch Be precise in your speech)
11. Störe nicht deine Kinder beim Skateboard fahren (figürlich für: lass Kinder / junge Leute Erfahrungen sammeln) (englisch Do not bother children when they are skateboarding)
12. Läuft dir eine Katze über den Weg, dann streichle sie (figürlich für: nimm dir Zeit für die kleinen Dinge / Freuden des Lebens) (englisch Pet a cat when you encounter one on the street)

## Vermarktung
Für die Vermarktung seines Buches ging Peterson auf Welttournee. Der erste Teil dieser Tournee fand in England, Kanada und den Vereinigten Staaten zwischen dem 14. Januar 2018 und 17. Februar 2018 statt. Zu den ausverkauften Veranstaltungsorten gehörten das Konferenzzentrum Emmanuel Centre in London mit 1.000 Sitzplätzen und das Orpheum Theatre in Los Angeles mit 2.000 Sitzplätzen. Eine Veranstaltung am 11. Februar im Citadel Theatre in Edmonton wurde vom Vorstand und dem Management des Theaters abgesagt, wofür sie sich später entschuldigten. Stattdessen fand die Veranstaltung in dem ausverkauften Saal eines Hyatt-Hotels statt. Der zweite Teil der Tour umfasste drei ausverkaufte Veranstaltungen im März in Australien. Darauf folgten Veranstaltungen im Beacon Theatre in New York. Der dritte Teil der Tour, der zwischen Anfang Mai und Juni stattfand, umfasste zehn Veranstaltungen in den USA und Kanada, sowie eine Veranstaltung in Großbritannien.
Als Teil der Tour hatte Peterson ein Interview mit Channel 4 News, das sich schnell im Internet verbreitete, viel Aufmerksamkeit bekam und bisher (Stand 2023) 46 Millionen Aufrufe auf YouTube erreichte. Er war auch unter anderem Gast bei BBC Radio 5 Live, Fox & Friends, Tucker Carlson Tonight, ABCs 7.30, Sky News Australias Outsiders und HBOs Real Time with Bill Maher.

## Veröffentlichung
Das Buch wurde vom Verlagshaus Penguin Random House am 23. Januar 2018 in Kanada und von Penguin Allen Lane am 16. Januar in Großbritannien veröffentlicht. Der Verlag Beijing Cheers kündigte die Veröffentlichung der Mandarin-Version in China an, und der Goldmann Verlag sicherte sich die Rechte für Deutschland. Im Juli 2018 waren Übersetzungen in 40 Sprachen in Vorbereitung.
Nach dem Channel 4 News-Interview erreichte 12 Rules for Life in den Vereinigten Staaten und in Kanada Platz 1 der Bestsellerliste bei Amazon, und in Großbritannien erreichte es Platz 4. Die englischsprachige Ausgabe war auf Amazon auch das meistgelesene Buch, während das Hörbuch Platz 1 des kanadischen Audible und Platz 3 des amerikanischen Audible erreichte.
Im Vereinigten Königreich stand es auf der Bestsellerliste der Sunday Times für fünf Wochen zwischen dem 18. Februar und 25. März und erneut am 15. April. Bis 9. Juli wurden über 99.000 Exemplare verkauft. Nach Informationen des The Guardian zählte Nielsen BookScan über 10.000 Buchverkäufe bis 12. März in Australien.
In den USA erreichte das Buch Platz 1 auf der Bestsellerliste für Sachbücher und E-Books des Wall Street Journal, der Washington Post und Reuters. Das Buch erreichte auf der Gesamtliste (overall list) von USA Today Platz 2 und platzierte sich in den Top 10 der Gesamtliste (Sachbücher, Hardcover) von Publishers Weekly. Bis 9. Juli wurden 476.961 Exemplare verkauft. Der Geschäftsführer des Verlags Penguin Random House erklärte Ende März, dass alleine in den USA bereits 700.000 Exemplare verkauft wurden. Die Buchredakteurin Deborah Dundas vom Toronto Star fand jedoch heraus, dass das Buch nicht auf den Bestsellerlisten der New York Times und der Los Angeles Times verzeichnet war. Die NYT gab an, sie berücksichtige es nicht, weil es nur in Kanada verkauft werde, was nachweisbar nicht stimmte.

## Rezeption
Melanie Reid sieht in ihrer Rezension für die Times Peterson als „Universalgelehrten“ und „Bullshitter“ zugleich, dessen intellektuelle Glaubwürdigkeit durch seinen Fokus auf eine höhere Macht in Frage gestellt werde. Zusammenfassend erkannte sie „ein hartes Selbsthilfe-Handbuch der Selbstständigkeit, des guten Benehmens, der Selbstverbesserung und des Individualismus, das vermutlich [Petersons] Kindheit im ländlichen Kanada der 1960er Jahre widerspiegelt“. Bryan Appleyard, ebenfalls in der Times, beschrieb das Buch als „eine weniger dichte, praktischere Version von Maps of Meaning“. Er schrieb, es sei ein „ausgeleiertes (baggy), aggressives, direktes Buch“, letztlich ein Versuch, uns zu dem zurückzuführen, was Peterson als das Wahre, Schöne und Gute ansehe – also Gott.
Hari Kunzru schrieb im Guardian, dass das Buch Ratschläge aus Petersons klinischer Praxis mit persönlichen Anekdoten, Berichten über seine akademische Arbeit als Psychologe und „viel intellektueller Geschichte der Great books“ tendenziös zusammenfasse, und zeigte sich genervt davon, dass Peterson seinen eigenen Regeln im Buch nicht folge. Bill Jamieson lobte die Essays in einer gemeinsamen Besprechung zusammen mit Steven Pinkers Enlightenment Now im Scotsman für ihre „exzellenten Ratschläge, wie wir den Sinn und das Gefühl des Fortschritts in unseren Alltag wiederherstellen können“, wobei er beide Bücher als „verbales Waterboarding für Anhänger des big government“ bezeichnete. David Brooks von der New York Times beschreibt zwar Petersons Ratschläge als oftmals „vage, mahnende Banalitäten“, schließt aber: „Der Peterson-Weg ist ein harter Weg, aber er ist ein idealistischer Weg – und für Millionen von jungen Männern erweist er sich als das perfekte Gegenmittel zu dem Cocktail aus Verhätscheln und Beschuldigung, in dem sie erzogen wurden.“ David A. French vom National Review betrachtete es als „Leuchtfeuer“ für die aktuelle Zeit, mit dem einfachen, aber tiefgründigen Ziel, „jemandem zu helfen, in den Spiegel zu schauen und die Person zu respektieren, die er oder sie sieht“. Joe Humphreys von The Irish Times argumentierte, dass Menschen „nicht davon abgehalten werden sollten zu lesen, was ein regelrechtes Kraftpaket eines Buches ist: weise, provokativ, humorvoll und auch widersprüchlich (wie alle tiefen und wahrheitsgemäßen Studien der menschlichen Natur sein müssen)“.
Dorothy Cummings McLean schrieb im Online-Magazin The Catholic World Report, Petersons Buch sei „das Selbsthilfebuch, das mich seit Jahren am meisten zum Nachdenken gebracht hat“. Seine Regeln erinnerten sie an jene von Bernard Lonergan. Der Inhalt diene „als Brücke zwischen Christen und Nichtchristen, die an den Wahrheiten des menschlichen Lebens interessiert sind und sich den Lügen des ideologischen Totalitarismus widersetzen“. Bischof Robert Barron lobte in einer Rezension im selben Magazin die archetypische Lektüre der Geschichte von Adam und Eva und dem Garten Eden, in der Jesus den „Gärtner“ repräsentiere. Adam A.J. DeVille fand dagegen im selben Magazin 12 Rules for Life „unerträglich banal, oberflächlich und heimtückisch“ und sah „die wahre Gefahr in diesem Buch in seiner Entschuldigung für Sozialdarwinismus und bürgerlichen Individualismus mit einer theologischen Patina“. „In einer gerechten Welt wäre dieses Buch niemals veröffentlicht worden.“
Ron Dart betrachtete in einer Rezension im Ormsby Review das Buch als einen „Versuch, eine sinnvollere Ordnung für die Freiheit als Gegenmittel gegen das unberechenbare Chaos unserer Zeit zu artikulieren“. Obwohl „unerlässlich“ mit vorbildlichem Rat für Männer und Frauen, sei das Buch „kaum ein ausreichender Text für die schwierigeren Fragen, die uns auf unserer allzu menschlichen Reise bedrängen und als solche gelesen werden sollten“. Julian Baggini schrieb in einer Besprechung des Buches für die Financial Times: „In der Schlagzeile sind die meisten seiner Regeln einfach, zeitlos, im guten Sinn. Das Problem ist, dass sie mehr Fett als Fleisch tragen, wenn Peterson sie ausarbeitet.“ Peter Hitchens erklärte im The Spectator, dass ihm der „konversationelle und zugängliche“ Schreibstil und das Ausmaß der „Rekapitulation“ nicht gefielen, aber er bemerkte „bewegende Momente“, „gute Ratschläge“ mit einer Botschaft „an Menschen gerichtet, die im postchristlichen Westen erwachsen geworden sind“ mit besonderer Anziehungskraft auf junge Männer. Park MacDougald (New York) stellte ähnlich fest, dass Peterson im Vergleich zu seinen Vorträgen auf dem Papier „Kohärenz und emotionale Tiefe“ fehlten, dass er aber dennoch Lebensweisheiten äußere.
Kelefa Sanneh schrieb im New Yorker, dass „einige seiner Kritiker überrascht sein könnten, viele der Ratschläge zu finden, die er unbedenklich, wenn auch altmodisch anbietet: Er möchte, dass junge Männer bessere Väter, bessere Ehemänner und bessere Gemeindemitglieder sind. Auf diese Weise könnte er als ein Erbe älterer Gurus der Menschheit wie Elbert Hubbard gesehen werden, der 1899 die strenge aber wild populäre Homilie Nachricht an Garcia veröffentlichte.“ Einige wie Heather Wilhelm (National Review) und James Grainge (Toronto Star) waren kritisch gegenüber den ersten Rezensionen, die Peterson falsch interpretieren würden.
Im Times Literary Supplement kritisierte Kate Manne das Buch scharf. Das Buch, das sich überwiegend an weiße, heterosexuelle und „cisgender“ Männer richte, die um den Verlust ihrer Privilegien fürchteten, gehe selektiv mit Quellen um. Es erlaube seinen Lesern, „sich kurzfristig besser zu fühlen, ohne die tieferliegenden Probleme anzugehen“. Peterson drohte Manne mit einer Klage, nachdem sie seine Thesen in einem Interview als misogyn bezeichnet hatte. Adam Steinbaugh, der Peterson zuvor verteidigt hatte, schätzte die Klageandrohung als nicht erfolgversprechend ein und sah sie als Versuch, freie Meinungsäußerung zu unterdrücken. Susanne Kaiser betont, dass das Buch besonders für Pick-Up-Artists und Incels attraktiv sei. Der Autor verspreche vor allem ein „Mittel gegen Weiblichkeit“, seine Thesen seien aber widersprüchlich – was weder Peterson noch seine Anhänger störe. Auch Lukas Hermsmeier bezeichnete das Buch in der Welt als an vielen Stellen autoritär: Peterson gebe „seinen fleißig zahlenden Fans, die größtenteils männlich und weiß sind, mit auf den Weg, dass ihr Chauvinismus samt aller Privilegien okay ist, solange sie die richtige Körperhaltung einnehmen“. Die Biologin Bailey Steinworth und der Neurowissenschaftler Leonor Gonçalves kritisierten Petersons Analogien zwischen Menschen und Hummern als unzutreffend und irreführend.

## Ausgaben
- Jordan B. Peterson: 12 Rules For Life: Ordnung und Struktur in einer chaotischen Welt – aktualisierte Neuausgabe. Aktualisierte Neuausgabe Auflage. Goldmann Verlag, München 2019, ISBN 978-3-442-31553-6, S. 575.
- Jordan B. Peterson: 12 Rules For Life: Ordnung und Struktur in einer chaotischen Welt – Dieses Buch verändert Ihr Leben! 1. Auflage. Goldmann Verlag, München 2018, ISBN 978-3-442-31514-7.
- Jordan B. Peterson: 12 Rules for Life: An Antidote to Chaos. 1. Auflage. Random House Canada, 2018, ISBN 978-0-345-81602-3.